# Guillaume Amontons
Guillaume Amontons (Parigi, 31 agosto 1663 – Parigi, 11 ottobre 1705) è stato un fisico francese.
Fu uno dei pionieri negli studi sperimentali riguardanti la tribologia e sperimentò un sistema di telegrafia aerea un secolo prima di Claude Chappe.

## Biografia
Nato a Parigi, si occupò di fisica, di architettura e di meccanica applicata. Progettò una macchina termica a combustione esterna e studiò, fra i primi, i problemi concernenti l'attrito nelle macchine. Nel campo degli strumenti scientifici, introdusse importanti miglioramenti negli igrometri, barometri e termometri. Fra questi ultimi è degno di menzione un barometro "ripiegato" di sua concezione. Nel 1695 Amontons pubblicò a Parigi il volume Remarques et experiences phisiques sur la construction d'une nouvelle clepsidre, sur les barometres, termometres, & higrometres, dedicato all'Académie Royale des Sciences della quale, pochi anni dopo, divenne socio.
Fu il primo a misurare con metodo scientifico l'energia muscolare umana ed animale

## Leggi di Amontons
Amontons definì due leggi:
- la legge di Amontons, equivalente alla successiva seconda legge di Volta Gay-Lussac, secondo cui, a volume costante, la pressione di un gas perfetto confinato in un recipiente è direttamente proporzionale alla temperatura assoluta:[2]

{\displaystyle p(t)={p}_{o}\cdot (1+{\alpha }\cdot t)}
- la legge di Amontons sull'attrito, enunciata nel 1699 ed equivalente alla successiva legge di Coulomb-Morin[3].